# Georg Mürau

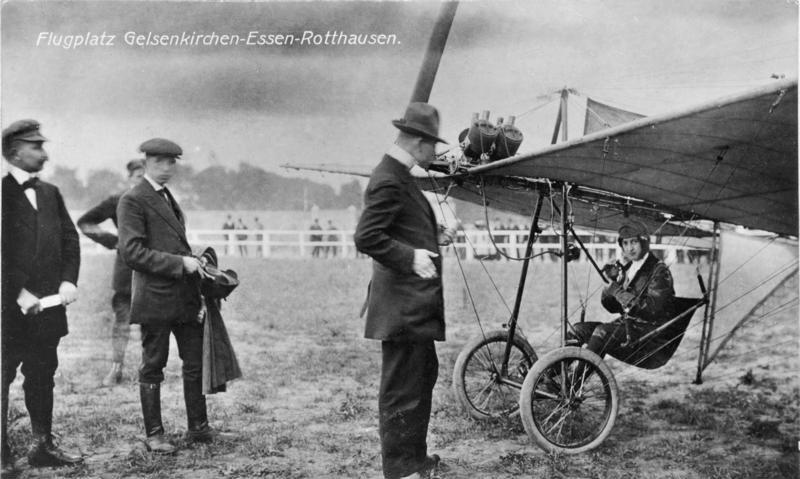
Georg Mürau (ganz links) mit Ehefrau Charlotte Möhring (im Flieger)

Philippe Hermann Robert Gustav Georg Mürau (* 12. August 1888 in Berlin-Wedding; † 8. August 1963 in Berlin-Reinickendorf) war ein deutscher Flugpionier und Fluglehrer.

## Biografie
Mürau wuchs in Werder (Havel) auf, sein Vater besaß dort eine Obstverwertungsfabrik. Mit Anfang 20 zog Mürau nach Krefeld, 1911 heiratete er in Werder Charlotte Möhring. Am 16. Februar 1912 bestand Mürau die Prüfung zum Flugzeugführer gemäß den Bestimmungen des Deutschen Luftfahrer-Verbandes, wodurch er zu den Alten Adlern zählt.
Im Mai 1912 eröffnete er seine erste Flugschule auf dem Flugplatz Gelsenkirchen-Essen-Rotthausen. Im Bayerischen Armee-Flug-Park 6 ist Mürau zwischen 1914 und 1916 als Flugzeugführer gelistet. Weil der Platz auf dem Flugplatz in Gelsenkirchen jedoch nicht ausreichte, und weil Mürau in Krefeld wohnte, startete er Gespräche mit der Stadt Krefeld über eine Flugschule in Krefeld. In Krefeld war man ohnehin zu dieser Zeit damit beschäftigt, einen neuen Flughafen zu errichten. Mürau reiste zur Jahreswende 1913/1914 im offiziellen Auftrag der Stadt Krefeld nach Berlin, um bei der Preußischen Regierung für Krefeld als Flugplatzstandort zu werben. Im Gegenzug versprach ihm die Stadt eine leitende Position und eine neue Flugschule. Die Verhandlungen scheiterten jedoch, sodass Mürau 1914 auf dem bereits bestehenden Flugplatz Krefeld-Egelsberg eine Flugschule einrichtete, die er von Eugen Arns übernahm und ausbaute. Seine Schule bestand aus einer Halle mit vier Flugzeugen. Durch Müraus stetigen Einsatz entstand 1916 der Flughafen Krefeld-Bockum.
Später kehrte Mürau zurück nach Berlin, wo er 1963 verstarb.